# ورم منصفي
الورم المَنْصِفِيّ ورم ينشأ من المنصف، وهو التجويف الذي يفصل الرئتين عن باقي الصدر. فهو يحتوي على القلب والمريء والقصبة الهوائية والغدة الصعترية، والشريان الأورطي. يتكون المنصف من ثلاثة أجزاء رئيسية: المنصف الأمامي (الجبهة)، المنصف الأوسط، والمنصف الخلفي (الظهر).
أشهر أنواع الاورام المنصفية هي الأورام الغصبية وتمثل 20% من الأورام الرئوية يتبعها التوتة والتي تمثل حوال 15-20% وتقع في المنصف الأمامي.
الأورام التي قد تقع في المنصف الأمامي قد تشمل: توتة، لمفوما، ورم القواتم، ورم الخلايا الجرثومية ومنها التوتية، أنسجة من الغدة الدرقية، أنسجة من الغدة الجار درقية. الكتل الموجودة في ذلك الجزء أميل إلى أن تكون مسرطنة مقارنة بالكتل التي تنشأ في الأجزاء الأخرى.
سرطان الرئة ينتشر غالباً في العقد الليمفاوية الموجودة في المنصف.

## ورم الغدة الزعترية أو التوتية

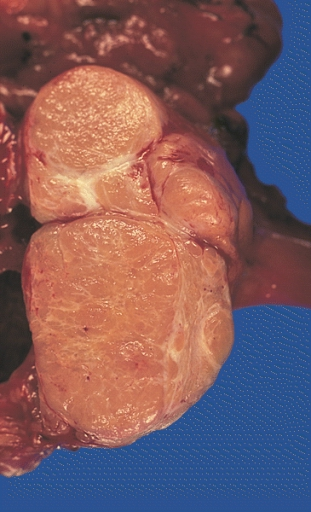
ورم الغدة الزعترية المُغير

ورم الغدة التوتية هو أكثر الأورام شيوعاً في المنصف الأمامي بنسبة 20% في البالغين ولكن نادراً ما يُرى في الأطفال. التفرقة بين ورم الغدة الزعترية والأورام الأخرى مثل اللمفوما هودجكين، السرطاوي والمنوي يحدث عند رؤية اليَيْفات مُوَتَّرة Tonofibrils تحت المجهر الإلكتروني. يُشخص روم الغدة الزعترية باستخدام الأشعة المقطعة أو الرنين المغناطيسي حيث تظهر كتلة في المنصف الأمامي. علاج المرحلة الأولى من الورم يكون عن طريق إزالته جراحياً مع توقعات جيدة للشفاء. المرحلتين الثانية والثالثة تتطلبان استئصال أكبر قدر ممكن يتبعه علاج إشعاعي. أما بالنسبة للمرحلة الرابعة فيتطلب إضافة العلاج الكيميائي على أساس سيسبلاتين بالإضافة إلى تلك التي في المرحلتين الثانية والثالثة.
في حالة ورم الغدة الزعترية المُغير، يعتمد العلاج على العلاج الكيميائي، استئصال جراحي، والإشعاع بعد الجراحة. معدل البقاء لمدة 5 سنوات لورم الغدة الزعترية المُغير يترواح بين 12-54% بصرف النظر عن أية أعراض خاصة بالوهن العضلي الوبيل.

## اللمفوما

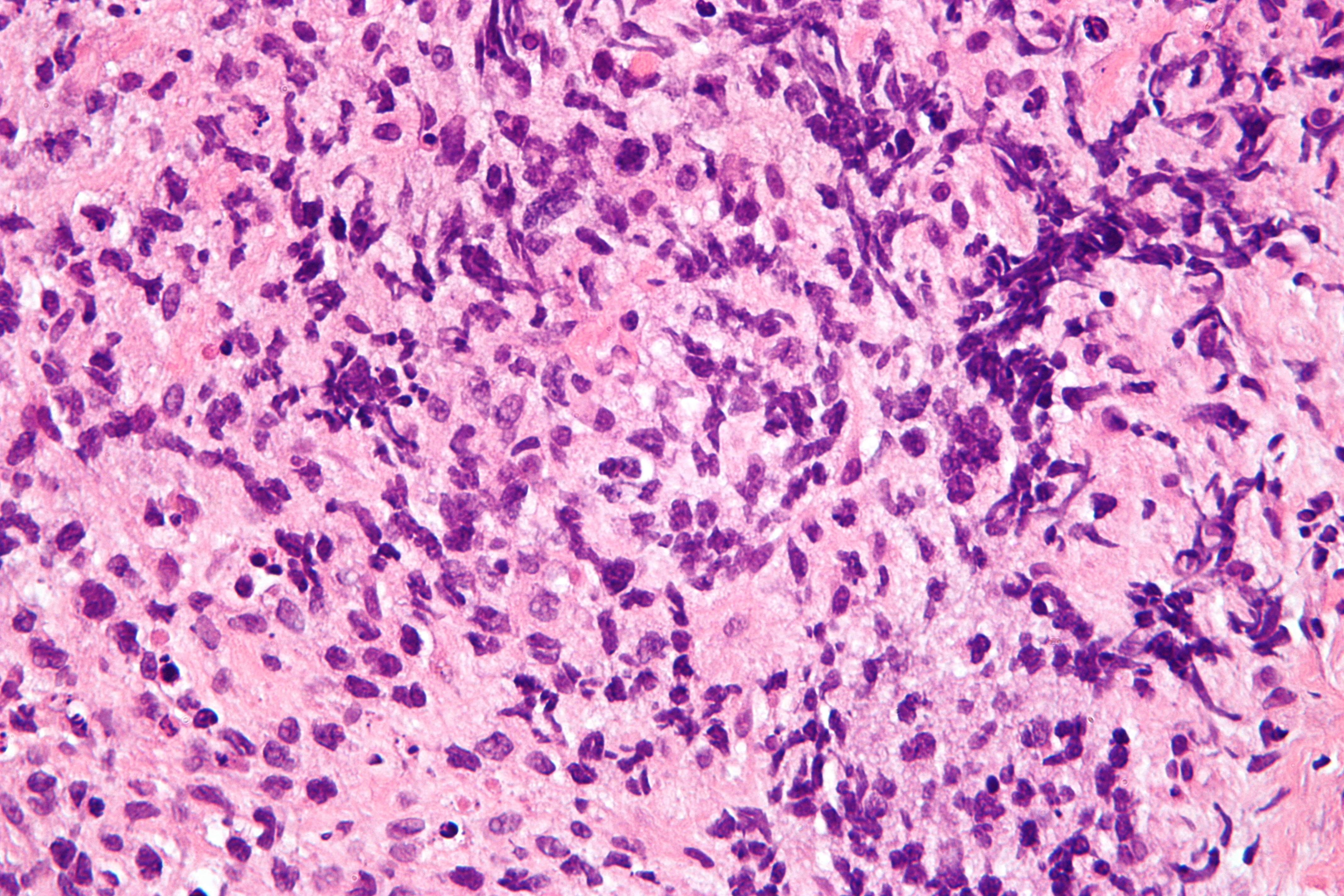
صورة مجهرية of a لمفومة الخلية البائية المنصفية الأولية, a rare type of lymphoma that arises in the منصف (تشريح). صبغة الهيماتوكسيلين واليوزين.

اللمفوما هي ثاني أكثر الأورام شيوعاً ي المنصف الأمامي في البالغين. اللمفوما هودجكين تظهر عادة بين 40-50 عاماً أما اللمفوما اللاهودجكينية نظهر في أي فئة عمرية. الأعراض الشائعة تشمل ارتفاع في درجة الحرارة، نقص الوزن، التعرق الليلي، وأعراض ضاغطة مثل ألم، صعوبة التنفس، أزيز، متلازمة الوريد الأجوف العلوي وانصباب جنبي. يتم التشخيص غالباً باستخدام التصوير بالأشعة المقطعية حيث تظهر كتلة مفصصة. يتم تأكيد التشخيص عن طريق أخذ عينة من الغدد الليمفاوية المجاورة. يشمل علاج اللمفوما هودجكين الموجدوة في المنصف العلاج الكيميائي وأو الإشعاعي. معدل البقاء لمدة 5 سنوات حالياً في حدود 75%. النوع ذو الخلايا الكبيرة يكون توقعات الشفاء منه أفضل. في الغالب لا يتم الاستئصال الجراحي نتيجة للطبيعة النغيرة للورم.